# زيونة
زيونة منطقة سكنية بجانب الرصافة شرق بغداد، مساحتها حوالي 5.5 كم²، تتكون من خمسة محلات سكنية، اسمها مقاطعة 11 مزرعة حمدي الباجة جي، وفق التسجيل العقاري، واسمها المشهور زيونة، واسمها حي المثنى وفقاً للبلدية.
يحيطها من الشرق قناة الجيش ومن الغرب طريق محمد القاسم السريع وتقع بين حي الغدير من الجنوب ومجمع الوزارات في شارع فلسطين من الشمال. معظم سكان زيونة من ذوي الدخل فوق المتوسط. من المعالم المشهورة التي تقع في زيونة هي دار الأزياء العراقية ونادي الضباط الترفيهي ومسبح الفردوس المجاور لسوق الثلاثاء المركزي الذي يستقطب هواة السباحة من مختلف مناطق بغداد. 

## التسمية
كانت تسمى عند تأسيسها مدينة الضباط ووضع حجر الاساس لها عبد الكريم قاسم يوم 5 آذار عام 1959. ولاحقاً بعد توسعها اصبحت تسمى زيونة. وورد في كتاب أسماء المدن رأيان حول مصدر اسم زيونة؛ الأول يقول أنه اسم امرأة تعد من أوائل الساكنين لتلك المنطقة تدعى زيونة، أما الرأي الآخر فينسب الاسم إلى كلمة (زينة) لجمالها وزينتها العمرانية سميت زيونة، كنوع من الدلع للأسماء المتبع في اللغة العربية. هناك رأي ثالث يقول أن الأرض كانت تعود لعائلة مسيحية ثرية تسمى بيت زيونة. وهناك أقوال أخرى منها أن تسمية زيونة جاءت نسبة إلى وكيل صاحب الأرض الأصلي حمدي الباججي، حيث ذكر في سندات الأراضي للمنطقة مزرعة حمدي ثم رقم القطعة إشارة إلى المالك الأصلي آنف الذكر، حيث كانت من أشهر مزارع بغداد في ثلاثينيات القرن الماضي والتي كانت تزرع بالحنطة، أن وكيل ومحاسب حمدي «زيونة»، وهو عراقي يهودي كما كان أغلب محاسبي تجار وأثرياء بغداد، وعند قيام الحكومة العراقية 1921 بتثبيت ملكية الأراضي وتنظيم خرائط لمدينة بغداد كان وكيل حمدي الباججي زيونة موكلا بمراجعة طابو بغداد (دائرة التسجيل العقاري)، وبعد إكمال إجراءات التسجيل قام زيونة بدس ورقة بين أوراق كان يوقعها (يختمها أو يبصم عليها) هي عبارة عن بيع هذا المزرعة إلى زيونة، فجن جنون حمدي الباججي إلا أن الإجراءات التي اتبعها كانت أصولية، ولكن هذه الفرحة لم تطول لزيونة حتى بدأت هجرة اليهود العراقيين إلى فلسطين ولم يستطيع بيعها قبل سفره وعندها صدر قانون مصادرة أملاك اليهود المهاجرين وصادرت الحكومة المزرعة. وبعد ثورة 14 تموز 1958 أنشئ عبد الكريم قاسم مدينة للضباط في الأرض، فبنيت فيها دور سكنية مختلفة المساحات ووزعت أراضيها على ضباط الجيش العراقي المسجلين في جمعية إسكان الضباط. حولت ملكية مزرعة حمدي إلى جمعية إسكان الضباط، وافتتحها  قاسم في ذكرى الثورة. وبعد انقلاب 8 شباط 1963 توقف العمل بإنشاء الدور وقامت الجمعية بتوزيعها على شكل أراضي وبمساحة 600 م².[بحاجة لمصدر]

## شارع الربيعي
هو من شوارع بغداد البارزة، وسمي هذا الشارع بالربيعي نسبة إلى أبرز ضباط الجيش العراقي وهو اللواء الركن حسيب الربيعي. وفي رواية آخرى قيل أن الشارع سمّاه عبد الكريم قاسم بالربيعي تيمّناً باسم نجيب باشا الربيعي أول رؤساء الجمهورية العراقية (1958–68). وفقاً لرواية الفنان سامي الربيعي، وهو شارع تجاري يحتوي على عدد من المحال التجارية وخاصة محلات بيع أجهزة الهاتف المحمول وملحقاته، وعدد من المطاعم والمقاهي. ويقع في نهاية شارع الربيعي مول دريم ستي.

## عمارات زيونة
يحتوي حي زيونة على مجمع سكني يشمل مجموعة من العمارات السكنية التي شيدت خلال فترة بداية عقد الثمانينات من القرن العشرين، وتعرف باسم «عمارات زيونة». ويتكوّن هذا المجمع من عدد كبير من مباني العمارات، بعضها يتكون من ثلاثة طوابق (بعدد 86 عمارة)، أو خمس طوابق (بعدد 67 عمارة)، وقد بنتها الحكومة العراقية في تلك الفترة بمساعدة شركات هولندية وفرنسية، ويسكن هذا المجمع خليط سكاني من المسيحيين والمسلمين، ولكن الوجود المسيحي قد تناقص بشكل كبير بعد عام 2003، بسبب هجرة المسيحيين على أثر العنف الطائفي في العراق.
ويحتوي المجمع إلى جانب مجموعة العمارات السكنية، مبنى «سوق الثلاثاء المركزي»، وكذلك مسبح الفردوس العائلي، وكان في السابق توجد فيه «الجمعية التعاونية» التي تحولت إلى محلات خاصة، ويحتوي على عدد من المدارس الحكومية والخاصة ويقع بالقرب منه «معهد إعداد المعلمات».

## المدارس
تحتوي زيونة على مجموعة كبيرة من المدراس الابتدائية والمتوسطة والإعدادية ومنها: 
- ثانوية محمد مهدي الجواهري للبنين
- مدرسة البواسل الابتدائية المختلطة (تأسست سنة 1961)
- مدرسة اليرموك الاساسية للبنات (تأسست سنة 1981)
- روضة أحباب الرحمن (تأسست سنة 1986)
- ثانوية كلية بغداد زيونة (تأسست سنة 2007)
- مدرسة الجهاد الابتدائية
- مدرسة صلاح الدين الصباغ الابتدائية
- مدرسة محمد القاسم الأساسية
- متوسطة المجد
- إعدادية طارق بن زياد للبنين
- إعدادية الخنساء للبنات
- إعدادية بدر الكبرى للبنات
- متوسطة الغيث للبنين

## المساجد والجوامع
تحتوي منطقة زيونة على العديد من المساجد والجوامع ومنها:
- جامع الربيعي (القزازة) (تأسس عام 1967)
- جامع الجنابي
- جامع محمد رسول الله
- جامع طيبة
- جامع المعتصم بالله
- جامع الغدير
- جامع الفرقان
- جامع وهيب الفرج
- جامع سيد الشهداء
- جامع اليقين